# Familia de proteínas pocket
La familia de proteínas pocket (del inglés "pocket" = "bolsillo") consta de tres proteínas:
- Proteína del retinoblastoma (Rb).
- Proteína del retinoblastoma-like 1 (p107).
- Proteína del retinoblastoma-like 2 (p130).

Estas proteínas juegan un papel crucial en la regulación del ciclo celular de los animales, mediante la interacción con miembros de la familia de factores de transcripción E2F.